# Colégio Militar/Luz (stație de metrou din Lisabona)
Colégio Militar este o stație de pe linia albastră a metroului din Lisabona. Stația este situată sub bulevardul Avenida do Colégio Militar, la intersecția cu Avenida Lusíada, în apropiere de colegiul militar de la care își trage numele, și permite accesul la Centrul Colombo, la Estádio da Luz și la importantul terminal de autobuze construit deasupra sa.

## Istoric
Stația a fost inaugurată pe 14 octombrie 1988, în același timp cu Alto dos Moinhos și Laranjeiras, ca parte a extinderii liniei albastre a metroului către Benfica.
Proiectul original al stației aparține arhitectului António J. Mendes, iar decorațiunile pictorului Manuel Cargaleiro.
În 2011, Metroul din Lisabona a demarat lucrări de reabilitare a stației „Colégio Militar/Luz”, care ar fi trebuit să includă instalarea de ascensoare pentru persoanele cu dizabilități, înlocuirea semnalizării și curățarea zidăriei. Totuși, lucrările au fost suspendate în cursul aceluiași an. Lucrările au fost reluate abia opt ani mai târziu, în 2019, dispunând de un buget de 2,6 milioane de euro.
Pe 14 octombrie 2018, pentru a aniversa 30 de ani de la prelungirea liniei albastre, Metroul din Lisabona a organizat un tur de vizitare cu ghid în stațiile „Jardim Zoológico”, „Laranjeiras”, „Alto dos Moinhos” și „Colégio Militar/Luz”.
În perioada îndelungatei faze de prelungire a liniei albastre, stația „Colégio Militar/Luz” era indicată pe proiecte cu denumirile provizorii de Luz și Estrada da Luz.

## Legături

### Autobuze orășenești
- 703 Charneca ⇄ Bairro de Santa Cruz
- 729 Bairro Padre Cruz ⇄ Algés
- 750 Oriente (Interface) ⇄ Algés
- 764 Cidade Universitária ⇄ Damaia de Cima
- 765 Colégio Militar (Metrou) ⇄ Rua João Ortigão Ramos
- 767 Campo Mártires da Pátria ⇄ Reboleira (Metrou)
- 799 Colégio Militar (Metrou) ⇄ Alfragide Norte[11]

### Autobuze preorășenești

#### Rodoviária de Lisboa
- 210 Lisabona (Colégio Militar) ⇄ Caneças (Jardim)[12]

#### Vimeca / Lisboa Transportes
- 101 Lisabona (Colégio Militar) ⇄ Tercena
- 128 Casal da Mira (Dolce Vita Tejo) ⇄ Lisabona (Colégio Militar)
- 132 A-da-Beja (Largo) ⇄ Lisabona (Colégio Militar)
- 142 Casal da Mira (Dolce Vita Tejo) ⇄ Lisabona (Colégio Militar)
- 163 Lisabona (Colégio Militar) ⇄ Massamá (Casal do Olival)[13]

## Galerie de imagini

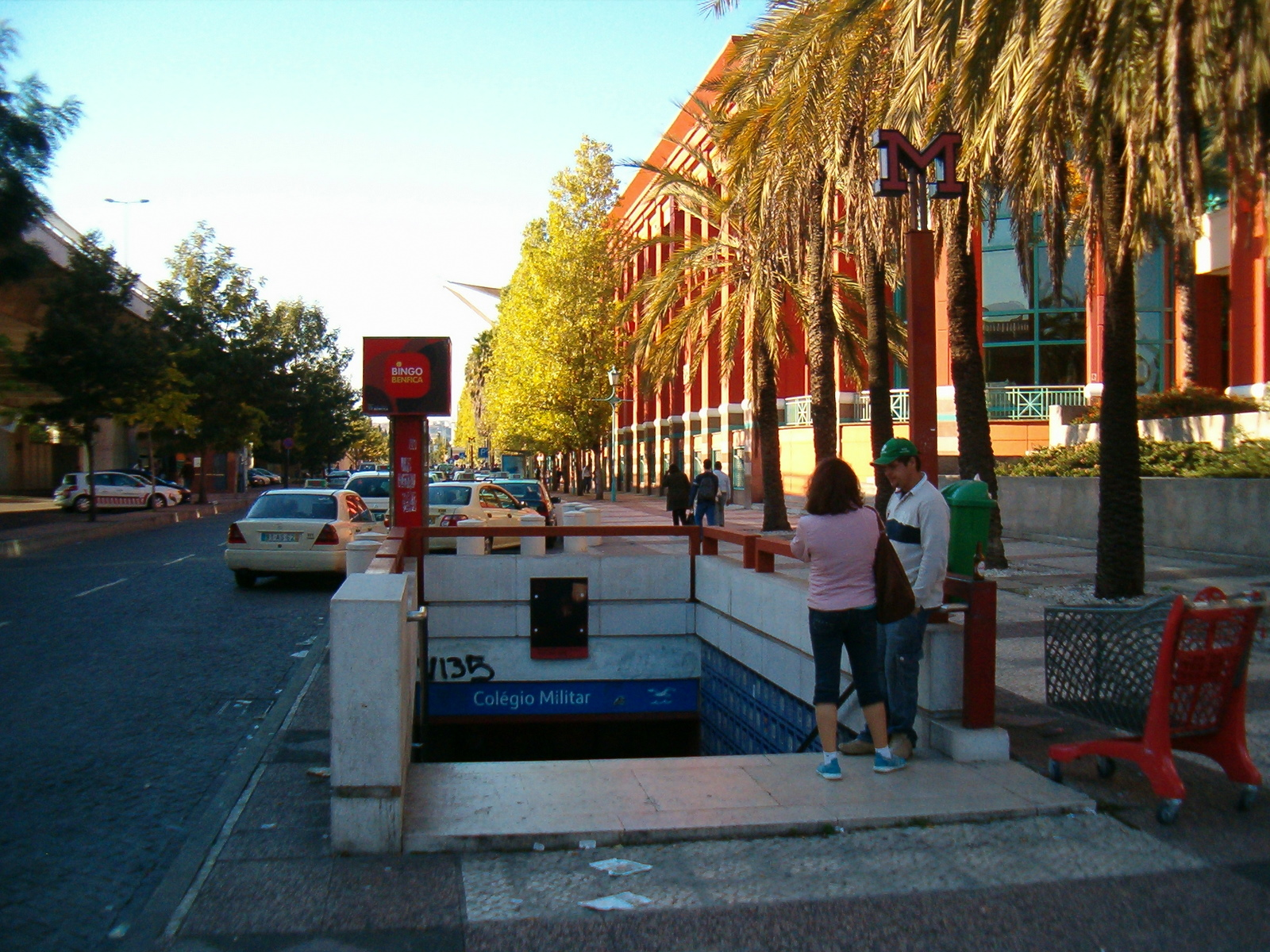
Acces către exterior în partea de est
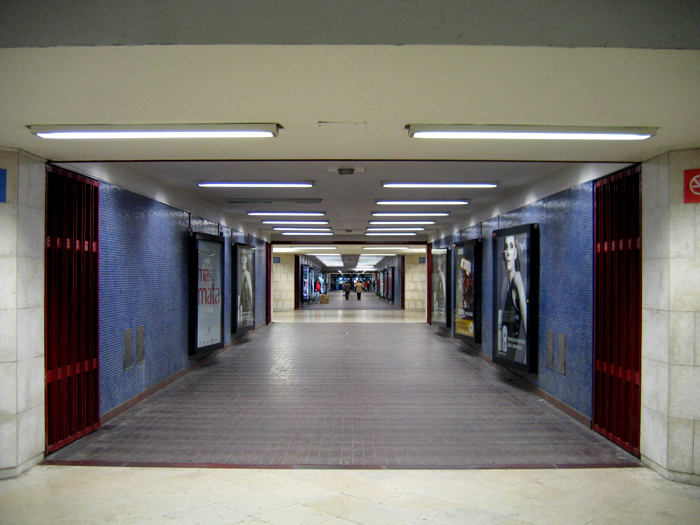
Coridorul de legătură cu terminalul de autobuze
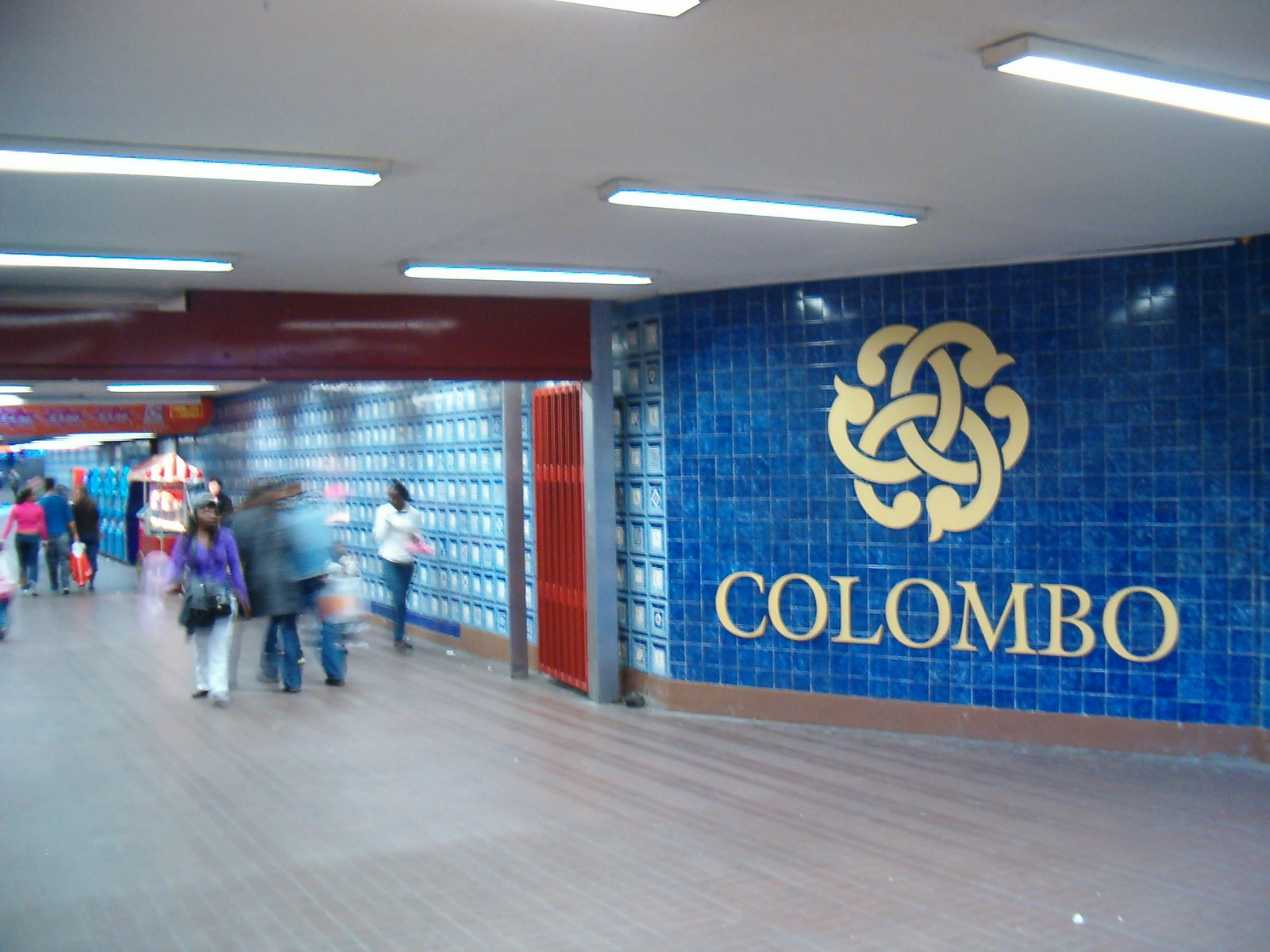
Legătură subterană către Centrul Colombo